# Abroscopus
Abroscopus is een geslacht van vogels uit de familie van de Cettiidae. De wetenschappelijke naam van het geslacht is voor het eerst geldig gepubliceerd in 1930 door Baker.

## Soorten
De volgende soorten zijn bij het geslacht ingedeeld:
- Abroscopus albogularis – Roodwangboszanger
- Abroscopus schisticeps – Zwartmaskerboszanger
- Abroscopus superciliaris – Bamboeboszanger